# Au fil des voix
Au fil des voix est une association créée en 2008 et basée à Paris, qui a pour objet de promouvoir les grandes voix du monde d'aujourd'hui, représentantes d'une culture et les créations musicales transculturelles afin d’œuvrer en faveur de la diversité culturelle. Elle organise notamment un festival de musique, avec pour cette organisation, une mutualisation de moyens et de compétences entre différents professionnels, qui à travers l'événement, s'adressent en priorité à l'ensemble des professionnels intervenant sur l'industrie musicale, les concerts et spectacles.

## Le Festival
Au fil des voix est une association qui organise, depuis sa création en 2008, un festival, rendez-vous annuel des grandes voix du monde, avec deux éditions principales à Paris en hiver et en région PACA durant l'été (Vaison-la-Romaine dans le Vaucluse).
Basé sur l'actualité discographique, Au fil des voix présente, grâce au festival, une sélection des nouvelles créations de l'année. « Ces concerts ont été conçus comme des concerts promotionnels parisiens des nouveaux répertoires des artistes, en lien avec leur actualité discographique. La cible principale, ce sont des professionnels », et le festival est suivi effectivement par les programmateurs de salles, les directeurs de festivals, les directeurs de labels, les producteurs, les journalistes, etc. Les choix de programmation pour ce festival se portent souvent sur des artistes s'inscrivant dans une tradition mais ouvrant de nouvelles voies.
Ce festival est artistiquement dirigé par Saïd Assadi, également fondateur du bureau de concerts Accords Croisés,, du label Vox Populi et du 360 Paris Music Factory (espace de création, production et diffusion).
Le festival est porté par un ensemble d'intervenants du métier (responsables de labels, programmateurs et tourneurs), sur un même objectif : soutenir la création musicale contemporaine du monde entier ainsi que sa diffusion. Le festival est mis en œuvre grâce à une mutualisation des compétences et des moyens entre les intervenants professionnels organisant le festival. Ce principe de mutualisation, qui est une de spécificités de l'événement et de l'association, permet de présenter des artistes lyriques du monde sur la scène parisienne dans les conditions requises d’organisation, de communication et de promotion professionnelle. Les organismes professionnels (Adami, Sacem…) contribuent au budget à hauteur de 46 %, les aides publiques de 13 %.
Depuis 2009, le festival Au Fil Des Voix se tient pour son volet parisien dans des salles parisiennes de l'Alhambra (dixième arrondissement),, et le Studio de l'Ermitage (vingtième arrondissement),, avec une moyenne de 20 concerts par édition. La salle du New Morning a également été utilisée la première année, en 2008.
Les styles musicaux ainsi présentés sont volontairement divers : hip-hop tropicaliste, rock africain, afro-jazz, Maloya, chants séfarades, folk-blues amérindien, chanson urbaine, polyphonies occitanes, ethio-groove, chaâbi algérois, musique kabyle, créations kurdes ...

### Programmation

#### 2008
- Houria Aïchi et l'Hijâz'car (cavaliers de l'Aurès)[5]
- Trio Erik Marchand[5]
- Alireza Ghorbani[5]
- Trio Chemirani[5]
- Etsuko Chida[5]
- Liu Fang[5]
- Lo Cor de la Plana[5]
- Duquende et Chicuelo[5]
- Chérif M'Baw[5]
- Battements du cœur de l'Orient

#### 2009
- Trio Miyazaki
- A Filetta
- Juan de Lerida
- Rabih Abou-Kahlil
- Houria Aïchi et l'Hijâz'car (cavaliers de l'Aurès)
- El Gusto
- Mariee Sioux
- Gabriel Yacoub
- Mounira Mitchala
- Angélique Ionatos
- Cheik Tidiane Seck
- Marcio Faraco

#### 2010
- Blick Blassy
- Bonga
- Deolinda
- Lura
- Giorgis Xylouris
- Yasmin Levy
- Madagascar All Stars
- Davy Sicard
- Vicente Pradal
- Esperanza Fernandez
- La Chicana
- Noche Tango

#### 2011
- Faiz Ali Faiz & Titi Robin
- Founé Diarra & Jacky Molard
- Françoise Atlan et En Chordais
- Hariprasad Chaurasia & Jananiy
- Ana Moura
- Rodrigo Leao
- Daniel Waro
- Dorsaf Hamdani & Alireza Ghorbani
- Sorry Bamba
- Toumast

#### 2012
- Fatoumata Diawara
- Ba Cissoko
- Canzoniere Grecanico Salentino
- Juju - Justin Adams & Juldeh Camara
- Le Trio Chemirani invite Ballaké Sissoko & Omar Sosa[1]
- Melos - Chants et Musique de Méditerranée[1]
- Dorsaf Hamdani[1]
- Aziz Sahmaoui[1]
- Débora Russ[1]
- Las Hermanas Caronni
- Chet Nuneta
- Sara Tavares[1]

#### 2013
- Silvia Pérez Cruz
- Antonio Zambujo
- Carlton Rara
- Amparo Sanchez
- Cheik Tidiane Seck
- Kamilya Jubran & Sarah Murcia
- Houria Aïchi[6]
- Yasmin Levy
- Lo Cor De La Plana
- Vinicio Capossela
- Nishtiman Project
- ani Keïta
- OUM
- Cistina Brnco
- Carmen Soua
- Temenik Electric
- Bibi TNnga
- Katerina Fotinaki
- Gianmaria Testa
- Carminh
- Anaika (Chour d'hommes basqes)
- Mor Karasi
- RenaudGarcia-Fons
- lma de Tango
- Le Vent Du Nord
- Erik Aliana
- Cigdem Aslan
- Abdelkader Chaou[6]

#### 2015
- Criolo[4]
- Julia Sarr[4]
- Dobet Gnahoré[4]
- Maya Kamaty[4]
- Lindigo[4]
- Dorsaf Hamdani[4]
- Trio Sirventès
- Pura Fé[4]
- Söndörgö[4]
- Alireza Ghorbani
- Françoise Atlan[4] et En Chordais
- Noëmi Waysfeld & Blik[4]
- Antonio Castrignano
- Duo Ravie
- Agathe Iracema
- André Minvielle
- Djazia Satour[4]
- Mashrou'Leila[4]
- La Mal Coiffée[4]
- Luis De La Carrasca
- Hasa-Mazzott

#### 2016
- Elida Almeida
- Lura
- Matt Elliott
- Gabby Young
- Sages Comme des Sauvages
- Cuncordu E Ténore De Orosei
- Juan José Mosalini, Sandra Rumolino, Jorge Rodriguez
- Henri Tournier et Enkhjargal Dandarvaanchig
- China Moses
- Idrissa Diop
- Katerina Fotinaki
- Frères Khoury
- Daniel Mille
- Ensemble Henri Agnel
- Sahra Halgan Trio
- Özlem Bulut[2]
- Christine Salem[2]
- A Filetta[2]
- Sainkho Namtchylak[2]
- Sahra Halgan[2]
- Daby Touré[2]
- Las Hermanas Caronni[2]

#### 2017
- Abu Sadiya : Yacine Boularès, Vincent Segal, Nasheet Waits
- Aïda & tabak Quartet
- AmZik
- Arat Kilo + Mamani Keita & Mike Ladd
- Awa Ly
- Cigdem Aslan
- Jupiter Okwess
- Kharoub : Hamon martin Quintet & Basel Zayed
- Manu Dibango
- Radio babel Marseille
- Sanacore
- Vakia Stavrou
- Juan Carmona
- Akalé Wubé & Girma Bèyènè
- Nishtiman Project
- Azarine Trio & Makan A.
- Vinicio Capossela
- Mariana Ramos
- Maya Belsitzman & Matan Ephrat
- Aurelio Martinez

### Au Fil Des Voix en région PACA
À Vaison-la-Romaine, il représente une fenêtre nécessaire sur le dialogue des cultures. Sur un territoire rural, la programmation de têtes d'affiches au théâtre antique permet de faire découvrir également des artistes en développement programmé sur la scène du théâtre du Nymphée.

#### Programmation

##### 2008
- Angélique Ionatos & Katerina Fotinaki
- Houria Aïchi et l'Hijâz'car (cavaliers de l'Aurès)
- Trio Chemirani

##### 2009
- Vincente Pradal
- Gustavo Baytelmann
- Mônica Passos

##### 2010
- Débora Russ
- Antonio Zambujo
- Dorsaf Hamdani

##### 2011
- Goran Bregovig & l'Orchestre des Mariages et des Endes ponts entre l'école mona & Rafael de Utrera
- Angélique Ionatos & Katerina Fotinaki
- Jacky Molard & Founé Diarra

##### 2012
- Paco Ibanez
- Las Hermanas Caronni
- Canzoniere Grecanico Salentino
- Fatoumata Diawara

##### 2013
- Liz McComb
- Maria Berasarte
- Lo Cor De La Plana
- Luis De La Carrasca

##### 2014
- Johnny Clegg
- Debademba
- OUM
- Carmen Souza
- Plaza Francia

##### 2015
- Hindi Zahra
- Moriarty
- Dorsaf Hamdani
- Katerina Fotinaki
- Agathe Iracema
- Chucho Valdés

##### 2016
- Elida Almeida
- Justin Vali Trio
- Kassav'
- Vakia Stavrou
- Saodaj'

## Actions socio-culturelles
Parallèlement au festival, Au fil des voix propose les musiques du monde comme outil d'inclusion sociale par le biais d'actions socio-culturelles et de projets pédagogiques en faveur de la diversité[réf. nécessaire].